# Scala Newton
La scala Newton è una scala di temperatura inventata da Isaac Newton.

## Storia
Attorno al 1700, Newton studiò le proprietà del calore. 
Elaborò una prima scala di temperatura qualitativa, che comprendeva venti punti di riferimento: dall'«aria fredda d'inverno» ai «carboni ardenti nel fuoco della cucina». 
Questo approccio, piuttosto crudo e pieno di problemi, non soddisfece Newton. Sapeva che la maggior parte delle sostanze si espandono se riscaldate, perciò prese un contenitore di olio di lino e misurò il cambiamento di volume che avveniva ai vari punti di riferimento della sua scala. Trovò che un litro di olio di lino, misurato alla temperatura a cui la neve si scioglie, cresce fino a 1,0725 litri alla temperatura dell'acqua bollente.
In seguito a questi esperimenti definì il «grado zero» come il punto di fusione della neve, e «33 gradi» come la temperatura dell'acqua bollente (in realtà Newton parlava di calore e non di temperatura, nell'ambito di una terminologia e di una termodinamica primitive). 
Chiamò questo strumento termometro.
La scala Newton non trovò in seguito applicazioni, se non per ispirare altri fisici che trovarono altre scale di misura, di maggior successo. 
L'unità della scala Newton è pari a 100/33 (poco più di tre volte) di un grado Celsius ed ha anche lo stesso zero della scala Celsius.
Quindi la conversione (approssimata) è molto semplice: la temperatura in gradi Newton è la temperatura in gradi Celsius diviso per 3.
Il simbolo utilizzato per indicare i gradi nella scala Newton è °N.

## Altre scale
Altre scale di temperatura sono: Rømer (1701), Réaumur (1731), Fahrenheit (1724), Delisle o de Lisle (1738), Celsius (1742), Rankine (1859), kelvin (1862) e Leiden (circa 1894?). Notare che "kelvin" è minuscolo perché è un'unità SI, anche se si chiama col cognome di una persona.